# Phrynetolamia strandi
Phrynetolamia strandi är en skalbaggsart som beskrevs av Stefan von Breuning 1935. Phrynetolamia strandi ingår i släktet Phrynetolamia och familjen långhorningar. Inga underarter finns listade i Catalogue of Life.